# آيت يوسن (آيت سليمان)
آيت يوسن هو دُوَّار يقع بجماعة فم العنصر، إقليم بني ملال، جهة بني ملال خنيفرة في المملكة المغربية. ينتمي الدوّار لمشيخة آيت سليمان التي تضم 7 دواوير. يقدر عدد سكانه بـ 940 نسمة حسب الإحصاء الرسمي للسكان والسكنى لسنة 2004.

## وصلات خارجية
- البوابة الوطنية للجماعات الترابية
- المندوبية السامية للتخطيط